# Université nationale de pédagogie de Pusan
L'Université nationale de pédagogie de Pusan (en hangul : 부산교육대학교) est une université nationale de Corée du Sud située à Pusan.

## Histoire
L'établissement a été créé peu après la libération de la Corée, le 2 septembre 1946. Elle prit alors le nom d'école normale de Pusan (부산사범학교), et formait des enseignants d'écoles primaires. En 1955, ses attributions furent étendues à la formation d'enseignants de collèges. Elle fut réorganisée en 1961, puis en 1981 où elle devient une école formant en 4 ans. Elle acquit le statut d'université en 1993. La faculté de 2e cycle universitaire fut ouvert en 1996.